# تيري هولويل
تيري هولويل (بالإنجليزية: Terri Hollowell)‏ هي كاتبة غنائية ومغنية أمريكية، ولدت في 2 يوليو 1956 في جيفرسونفيلي في الولايات المتحدة.